# Newcastle United Jets Football Club
Newcastle United Jets Football Club, comumente conhecido como Newcastle Jets, é um clube de futebol da cidade de Newcastle, Nova gales do sul na Austrália. Compete na principal competição do país, a Liga A, em baixo licença de Ligas Profissionais Australianas (APL). anteriormente sob licença por Futebol Austrália. O clube foi fundado em 2000.
Manda os seus jogos no Hunter Stadium, com capacidade para 34.000 torcedores. 

## História
O Newcastle United Jets Football Club, mais conhecido como Newcastle Jets, é um clube australiano de futebol profissional sediado em Newcastle, New South Wales. Concorre na principal competição do país, a A-League, sob licença da Federação Australiana de Futebol (FFA). O clube foi formado em 2000 quando ingressou na National Soccer League (NSL) e foi um dos três ex-clubes da NSL a se juntar à formação da A-League. O Newcastle Jets venceu um campeonato da A-League, depois de derrotar o rival Central Coast Mariners por 1-0 na Grande Final da A-League de 2008. Em 2009, o Newcastle competiu na Liga dos Campeões da AFC pela primeira vez, chegando às oitavas-de-final. Em maio de 2015, a FFA revogou a licença de Newcastle depois que o proprietário Nathan Tinkler colocou o clube na administração voluntária. Um novo clube da A-League foi formado para a temporada 2015-16, sob o mesmo nome e cores. Desde a sua criação, o Newcastle Jets tem a reputação de contratar jogadores de alto nível. Os notáveis jogadores que representaram o clube incluem Andrew Nabbout, Emile Heskey, Kew Jaliens, Mário Jardel, Michael Bridges, Ned Zelic, Paul Okon, Francis Jeffers, David Carney, Joel Griffiths e Ronald Vargas.

## Títulos
| Nacionais | Nacionais  | Nacionais | Nacionais  |
|           | Competição | Títulos   | Temporadas |
| --------- | ---------- | --------- | ---------- |
|           | A-league   | 1         | 2008       |

## Uniformes
- Uniforme titular: Camisa azul com listras vermelhas, calção azul e meias azuis;
- Uniforme reserva: Camisa branca com listras pretas, calção preto e meias pretas.

| Uniforme titular | Uniforme reserva |